# Железничка станица Момин камен
Железничка станица Момин камен је једна од железничких станица на прузи Ниш-Прешево. Налази се у насељу Дупљане у оптшини Владичин Хан. Пруга се наставља ка Владичином Хану у једном и Џепу у другом смеру. Железничка станица Момин камен састоји се из 3 колосека.